# Otto C. Honegger
Otto C. Honegger (* 23. März 1945) ist ein Schweizer Journalist. Er war Leiter der DOK-Redaktion des Schweizer Fernsehens (SF).
Honegger studierte Wirtschaft an der Universität St. Gallen und promovierte dort zum lic. oec. Nach seinem Studium arbeitete er ab 1970 als freier Journalist beim damaligen SF DRS und war Reporter im Auslandteam der Rundschau. 1975 wurde er stellvertretender Leiter der Rundschau. Später leitete er die Sendungen Zeitspiegel und Netto. Zwischen 1990 und 2008 leitete er die Dokumentarfilm-Redaktion (DOK) und war somit für alle Eigenproduktionen und Einkäufe der Reihen DOK und Spuren der Zeit zuständig. Daneben schrieb er als freier Journalist unter anderem für Die Weltwoche.
Privat interessiert sich Honegger unter anderem für Buddhismus, Tauchen, Trekking und Gleitschirmfliegen und ist als Unterwasserfotograf tätig.

## Auszeichnungen
- 1993: Nature Watch Preis Sundvall
- 1988: Telepreis Zürich
- 1981: Prix Eckenstein Genf
- 1980: Prix Unda Monte Carlo

## Werke (Auswahl)

### Bücher
- Das Meer lebt. Mondo Verlag, 1988.
- Kleine Welt im grossen Meer. 2008, ISBN 3-280-06110-5.

### Dokumentarfilme
- 1992: Ökologie in der Chefetage – Unterwegs mit Stephan Schmidheiny (über Stephan Schmidheiny)
- 1995: Hayek wie er switcht und swatcht (über Nicolas Hayek)
- 1996: Patrouille Suisse
- 1998: Der Traum vom Fliegen (Der Erfinder Andreas Reinhard)
- 1999: Kinderspital (Doku-Serie; Produzent)
- 2000: Airline (Doku-Serie; Produzent)
- 2002: Lautlos am Himmel, zwei Segelflieger und ihre Welt
- 2002: Der Schwab der Schweiz (Porträt des WEF-Gründers Klaus Schwab)
- 2003: Everest (Doku-Serie; Teamleiter)